# Campionato francese di calcio
Il campionato francese di calcio è posto sotto l'egida della Fédération Française de Football (FFF) e si suddivide in varie categorie legate tra loro in modo gerarchico. La massima serie del calcio in Francia è la Ligue 1 (fino al 2002 denominata Première Division o Division 1), che comprende 18 squadre professionistiche.

## Struttura
Il campionato di calcio in Francia è articolato in queste divisioni:
1. Ligue 1 (1 girone da 18 squadre professionistiche)
2. Ligue 2 (1 girone da 18 squadre professionistiche)
3. Championnat National (dal 2026 come Ligue 3) (1 girone da 18 squadre semiprofessionistiche)
4. Championnat National 2 (3 gironi da 16 squadre dilettantistiche)
5. Championnat National 3 (8 gironi da 14 squadre dilettantistiche)
6. Régional 1 e altre due Ligues régionales, ossia le "Divisioni regionali" nelle quali sono compresi i/le Campionati/Leghe DOM e TOM
7. Districts départementaux de football, cioè i campionati provinciali.

| Livello | Divisione                                                            |
| ------- | -------------------------------------------------------------------- |
| Pro 1   | Ligue 1 18 squadre partecipanti                                      |
| Pro 2   | Ligue 2 18 squadre partecipanti                                      |
| Semi    | Championnat National (dal 2026 come Ligue 3) 18 squadre partecipanti |
| Dil 1   | Championnat National 2 48 squadre partecipanti divise in 3 gironi    |
| Dil 2   | Championnat National 3 112 squadre partecipanti divise in 8 gironi   |
| Dil 3+  | Ligues régionales                                                    |

### Ligue 1
È organizzata dalla LFP ed è formata da 18 squadre. Chi si classifica al primo posto diventa Campione di Francia e con la seconda classificata e con la terza accede alla Fase a gironi della UEFA Champions League; la quarta in classifica disputerà invece gli spareggi (Percorso Piazzate) della massima competizione continentale. La quinta insieme alla vincitrice della Coppa di Francia ha accesso alla UEFA Europa League, la sesta (o la settima se la vincitrice della coppa rientra entro questa posizione) giocherà la UEFA Conference League. Le ultime tre squadre classificate retrocedono in Ligue 2.

### Ligue 2
È il secondo campionato in ordine di importanza in Francia e, come il torneo superiore, è organizzato dalla Ligue de Football Professionnel ed è formato da 18 squadre. Le prime due squadre classificate sono promosse in Ligue 1, dal terzo al quinto posto affrontano un torneo di playoff con la sedicesima della serie superiore mentre le ultime tre retrocedono nel National.

### Championnat National 1
Il campionato è nato nel 1993 in sostituzione della vecchia Division 3 ed è formato da 18 squadre. Ha un’esplicita natura semiprofessionistica. È il massimo livello a cui possono partecipare le squadre dilettanti, ossia le società che non possiedono lo status professionistico. Le società retrocesse dalla Ligue 2 possono mantenere lo status professionistico per due anni dopo la discesa salvo deroghe che aumentano questo periodo.
Le prime tre squadre classificate vengono promosse in Ligue 2 mentre retrocedono nel Championnat National 2 le ultime quattro.

### Championnat National 2
Costituisce il quarto livello del calcio francese. Vi partecipano le squadre dilettantistiche e le migliori squadre riserve delle società professionistiche che però non possono essere promosse nella categoria superiore poiché il CFA è la massima divisione cui è consentito loro di partecipare.
Il campionato è suddiviso in 3 gironi da 16 squadre ciascuno. La migliore squadra dilettantistica classificata in ogni girone è promossa nel National mentre, senza distinzione tra dilettanti e riserve, le ultime tre classificate retrocedono nel National 3.

### Championnat National 3
Equivale al quinto livello del calcio in Francia. Vi partecipano le squadre dilettantistiche e le squadre riserve delle società professionistiche.
Il torneo è suddiviso in 10 gironi da 14 squadre ciascuno, distribuite secondo le Regioni della Francia continentale. Senza distinzione tra dilettanti e riserve, in ciascun girone la prima classificata è promossa nel Championnat National 2 mentre le peggiori retrocedono nelle "Divisioni regionali", dove il campionato di vertice in genere viene chiamato "Division d'Honneur" (DH).

### Ligues régionales
Costituisce il livello regionale del calcio francese diviso in 13 leghe regionali.
Il campionato di vertice era in genere chiamato "Division d'Honneur" e oggi Régional 1, sotto il quale si trovano altri tre livelli.

#### Campionati/Leghe DOM e TOM
Ci sono 4 leghe dei dipartimenti francesi d'oltremare (DOM) e dei territori francesi d'oltremare (TOM). Le squadre di queste leghe, anche se formalmente appartenenti alle Ligues régionales, non hanno la possibilità di salire di livello (esempio di giocare nella Ligue 1) in quanto tali leghe costituiscono a tutti gli effetti dei campionati nazionali/locali. Le squadre di queste leghe hanno invece la possibilità di giocare in Coppa di Francia, e in altre competizioni in base agli accordi tra la Fifa e la Federazione Francese di Calcio.

### Districts départementaux de football
Il campionato dei distretti rappresenta il livello più basso del calcio in Francia, è costituito da 95 dipartimenti e ha carattere provinciale e interprovinciale.
Non esiste una uniformità nel nome dei campionati. In genere il campionato di vertice di questo livello è chiamato "Eccellenza" mentre scendendo di categoria si trovano i campionati di "Prima divisione", "Seconda divisione", "Terza divisione" e così via.
Le ultime dell'ultima divisione dei distretti non possono retrocedere più in basso.

## Storia
La prima assegnazione del titolo nazionale risale al 1894, anche se un vero e proprio campionato nazionale ha avuto origine nel 1932 dopo vari tentativi. Il campionato 1932-33 si disputò con due gironi a 10 squadre, mentre dalla stagione successiva si passò a 14 squadre, diventate 16 nel 1934-35.
Durante la seconda guerra mondiale si giocarono campionati in forma ridotta, con la suddivisione delle squadre in gironi su base geografica. Si tornò a giocare su girone unico, a 18 squadre per la Ligue 1, dal campionato 1945-46. Fra il 1958 e il 1963 si giocò a 20 squadre e ancora fra il 1965 e il 1968. Dopo due stagioni a 18 squadre, tornò alle ormai tradizionali 20 a partire dal 1970 per quasi trent'anni, fino al 1997. Dopo altre 5 stagioni a 18 squadre, dal 2002-2003 si ritornò alle 20.

### Nascita del calcio professionistico
Il calcio francese resiste al professionismo fino al 1932. Prima di allora esistevano le cosiddette Division d'Honneur (DH), campionati regionali nati spesso per volere dei club che acquistano ben presto un grande fascino consentendo la nascita delle rivalità locali.
L'unica competizione a carattere nazionale era la Coppa di Francia, nata nel 1917.
I fondatori del professionismo in Francia sono Georges Bayrou, Emmanuel Gambardella e Gabriel Hanot. Questo inesorabile passaggio porta ad un assottigliamento delle squadre capaci di sostenere notevoli spese. La pratica di remunerare i giocatori con piccoli rimborsi trovando loro un'occupazione resta dunque appannaggio dei club dilettantistici.
Il regime di Vichy osteggiò il professionismo imponendo in alternativa squadre cittadine unificate. La conseguenza è che la Francia è l’unico grande paese a non avere derby.
Formalmente il quadro legale delle società professionistiche non cambia. Si differenziano essenzialmente per l'autorizzazione della Federazione a stipendiare i calciatori.
Con il passaggio al professionismo, il campionato assume un carattere nazionale, mentre le leghe regionali perdono il loro prestigio.

## Squadre straniere che partecipano al campionato di calcio francese
- Monaco di Monaco (Principato di Monaco) in Ligue 1.